# Sydney International 2022
Sydney International 2022 là một giải quần vợt trong ATP Tour 2022 và WTA Tour 2022. Giải đấu là một phần của ATP Tour 250 và WTA 500, thi đấu trên mặt sân cứng ngoài trời ở Sydney, New South Wales, Úc. Đây là lần thứ 128 giải đấu được tổ chức. Giải đấu diễn ra tại NSW Tennis Centre từ ngày 10 đến ngày 15 tháng 1 năm 2022.

## Điểm và tiền thưởng

### Phân phối điểm
| Sự kiện | VĐ  | CK  | BK  | TK  | Vòng 1/16 | Vòng 1/32 | Q  | Q2 | Q1 |
| Đơn nam | 250 | 150 | 90  | 45  | 20        | 0         | 12 | 6  | 0  |
| Đôi nam | 250 | 150 | 90  | 45  | 0         | —         | —  | —  | —  |
| Đơn nữ  | 470 | 305 | 185 | 100 | 55        | 1         | 25 | 13 | 1  |
| Đôi nữ  | 470 | 305 | 185 | 100 | 1         | —         | —  | —  | —  |

### Tiền thưởng
| Sự kiện   | VĐ       | CK      | BK      | TK      | Vòng 1/16 | Vòng 1/32 | Q2     | Q1     |
| Đơn nam   | $87,370  | $48,365 | $27,220 | $15,490 | $8,890    | $5,200    | $2,540 | $1,320 |
| Đôi nam * | $23,370  | $13,210 | $7,630  | $4,320  | $2,540    | $1,520    | —      | —      |
| Đơn nữ    | $108,000 | $66,800 | $39,000 | $18,685 | $10,000   | $6,750    | $5,020 | $2,585 |
| Đôi nữ *  | $36,200  | $22,000 | $12,500 | $6,500  | $3,900    | —         | —      | —      |

*mỗi đội

## Nội dung đơn ATP

### Hạt giống
| Quốc gia | Tay vợt              | Xếp hạng1 | Hạt giống |
| -------- | -------------------- | --------- | --------- |
| RUS      | Aslan Karatsev       | 20        | 1         |
| GEO      | Nikoloz Basilashvili | 23        | 2         |
| GBR      | Dan Evans            | 24        | 3         |
| ITA      | Lorenzo Sonego       | 25        | 4         |
| USA      | Reilly Opelka        | 30        | 5         |
| ITA      | Fabio Fognini        | 32        | 6         |
| ARG      | Federico Delbonis    | 38        | 7         |
| SRB      | Dušan Lajović        | 39        | 8         |

1 Bảng xếp hạng vào ngày 3 tháng 1 năm 2022.

### Vận động viên khác
Đặc cách:
- Nick Kyrgios [1]
- Andy Murray
- Jordan Thompson

Miễn đặc biệt:
- Maxime Cressy

Vượt qua vòng loại:
- Sebastián Báez
- Viktor Durasovic
- Christopher O'Connell
- Jiří Veselý

Thua cuộc may mắn:
- Daniel Altmaier
- Denis Kudla
- Stefano Travaglia

### Rút lui
Trước giải đấu
- Roberto Bautista Agut → thay thế bởi  Alexei Popyrin
- Alex de Minaur → thay thế bởi  Miomir Kecmanović
- Taylor Fritz → thay thế bởi  Marcos Giron
- Cristian Garín → thay thế bởi  Adrian Mannarino
- Ilya Ivashka → thay thế bởi  Hugo Gaston
- Filip Krajinović → thay thế bởi  Brandon Nakashima
- Nick Kyrgios → thay thế bởi  Daniel Altmaier
- Kei Nishikori → thay thế bởi  Stefano Travaglia
- Albert Ramos Viñolas → thay thế bởi  Denis Kudla
- Dominic Thiem → thay thế bởi  Pedro Martínez

### Bỏ cuộc
- David Goffin

## Nội dung đôi ATP

### Hạt giống
| Quốc gia | Tay vợt              | Quốc gia | Tay vợt           | Xếp hạng1 | Hạt giống |
| -------- | -------------------- | -------- | ----------------- | --------- | --------- |
| CRO      | Nikola Mektić        | CRO      | Mate Pavić        | 3         | 1         |
| COL      | Juan Sebastián Cabal | COL      | Robert Farah      | 20        | 2         |
| AUS      | John Peers           | SVK      | Filip Polášek     | 22        | 3         |
| GER      | Tim Pütz             | NZL      | Michael Venus     | 33        | 4         |
| GBR      | Jamie Murray         | BRA      | Bruno Soares      | 35        | 5         |
| GER      | Kevin Krawietz       | GER      | Andreas Mies      | 63        | 6         |
| ESA      | Marcelo Arévalo      | NED      | Jean-Julien Rojer | 69        | 7         |
| KAZ      | Andrey Golubev       | CRO      | Franko Škugor     | 81        | 8         |

- 1 Bảng xếp hạng vào ngày 3 tháng 1 năm 2022.

### Vận động viên khác
Đặc cách:
- Moerani Bouzige /  Matthew Romios
- Nick Kyrgios /  Michail Pervolarakis

Bảo toàn thứ hạng:
- Daniel Altmaier /  Andreas Seppi

### Rút lui
Trước giải đấu
- Simone Bolelli /  Máximo González → thay thế bởi  Simone Bolelli /  Fabio Fognini
- Marco Cecchinato /  Andreas Seppi → thay thế bởi  Daniel Altmaier /  Andreas Seppi
- Marcus Daniell /  Marcelo Demoliner → thay thế bởi  Marcus Daniell /  Denis Kudla
- Oliver Marach /  Jonny O'Mara → thay thế bởi  Fabrice Martin /  Jonny O'Mara

Trong giải đấu
- Marcus Daniell /  Denis Kudla
- Nick Kyrgios /  Michail Pervolarakis
- Nikola Mektić /  Mate Pavić

## Nội dung đơn WTA

### Hạt giống
| Quốc gia | Tay vợt            | Xếp hạng1 | Hạt giống |
| -------- | ------------------ | --------- | --------- |
| AUS      | Ashleigh Barty     | 1         | 1         |
| ESP      | Garbiñe Muguruza   | 3         | 2         |
| CZE      | Barbora Krejčiková | 5         | 3         |
| EST      | Anett Kontaveit    | 7         | 4         |
| ESP      | Paula Badosa       | 8         | 5         |
| POL      | Iga Świątek        | 9         | 6         |
| TUN      | Ons Jabeur         | 10        | 7         |
| USA      | Sofia Kenin        | 12        | 8         |
| KAZ      | Elena Rybakina     | 14        | 9         |

1 Bảng xếp hạng vào ngày 3 tháng 1 năm 2022.

### Vận động viên khác
Đặc cách:
- Priscilla Hon
- Astra Sharma

Vượt qua vòng loại:
- Magdalena Fręch
- Beatriz Haddad Maia
- Giuliana Olmos
- Elena-Gabriela Ruse
- Anna Karolína Schmiedlová
- Ena Shibahara

Thua cuộc may mắn:
- Océane Dodin
- Fiona Ferro

### Rút lui
Trước giải đấu
- Ashleigh Barty → thay thế bởi  Fiona Ferro
- Leylah Fernandez → thay thế bởi  Ajla Tomljanović
- Simona Halep → thay thế bởi  Zhang Shuai
- Angelique Kerber → thay thế bởi  Daria Kasatkina
- Anastasia Pavlyuchenkova → thay thế bởi  Ekaterina Alexandrova
- Maria Sakkari → thay thế bởi  Jeļena Ostapenko
- Iga Świątek → thay thế bởi  Océane Dodin

Trong giải đấu
- Elena Rybakina

### Bỏ cuộc
- Ons Jabeur

## Nội dung đôi WTA

### Hạt giống
| Quốc gia | Tay vợt            | Quốc gia | Tay vợt                  | Xếp hạng1 | Hạt giống |
| -------- | ------------------ | -------- | ------------------------ | --------- | --------- |
| CZE      | Barbora Krejčíková | CHN      | Zhang Shuai              | 10        | 1         |
| JPN      | Shuko Aoyama       | JPN      | Ena Shibahara            | 10        | 2         |
| CAN      | Gabriela Dabrowski | MEX      | Giuliana Olmos           | 25        | 3         |
| CHI      | Alexa Guarachi     | USA      | Nicole Melichar-Martinez | 25        | 4         |

- 1 Bảng xếp hạng vào ngày 3 tháng 1 năm 2022.

### Vận động viên khác
Đặc cách:
- Isabella Bozicevic /  Alexandra Osborne
- Michaela Haet /  Lisa Mays

### Rút lui
Trước giải đấu
- Anna Bondár /  Arantxa Rus → thay thế bởi  Arantxa Rus /  Astra Sharma
- Natela Dzalamidze /  Vera Zvonareva → thay thế bởi  Ekaterina Alexandrova /  Natela Dzalamidze
- Darija Jurak Schreiber /  Andreja Klepač → thay thế bởi  Darija Jurak Schreiber /  Desirae Krawczyk
- Desirae Krawczyk /  Bethanie Mattek-Sands → thay thế bởi  Alison Bai /  Alicia Smith
- Jessica Pegula /  Storm Sanders → thay thế bởi  Vivian Heisen /  Panna Udvardy
- Samantha Stosur /  Zhang Shuai → thay thế bởi  Barbora Krejčíková /  Zhang Shuai

Trong giải đấu
- Alison Bai /  Alicia Smith

## Nhà vô địch

### Đơn nam

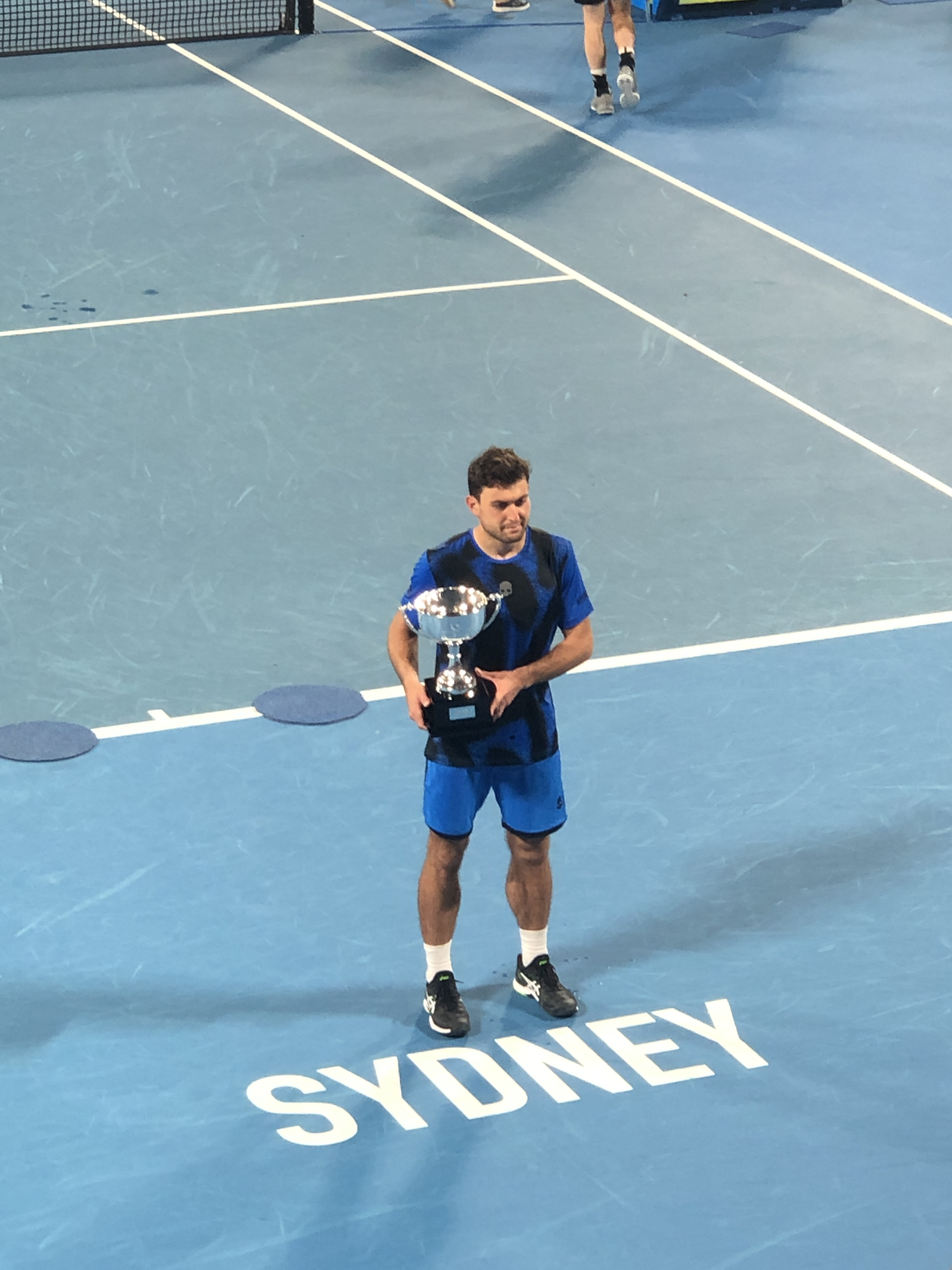
Nhà vô địch đơn nam Aslan Karatsev.

- Aslan Karatsev đánh bại  Andy Murray 6–3, 6–3

### Đơn nữ

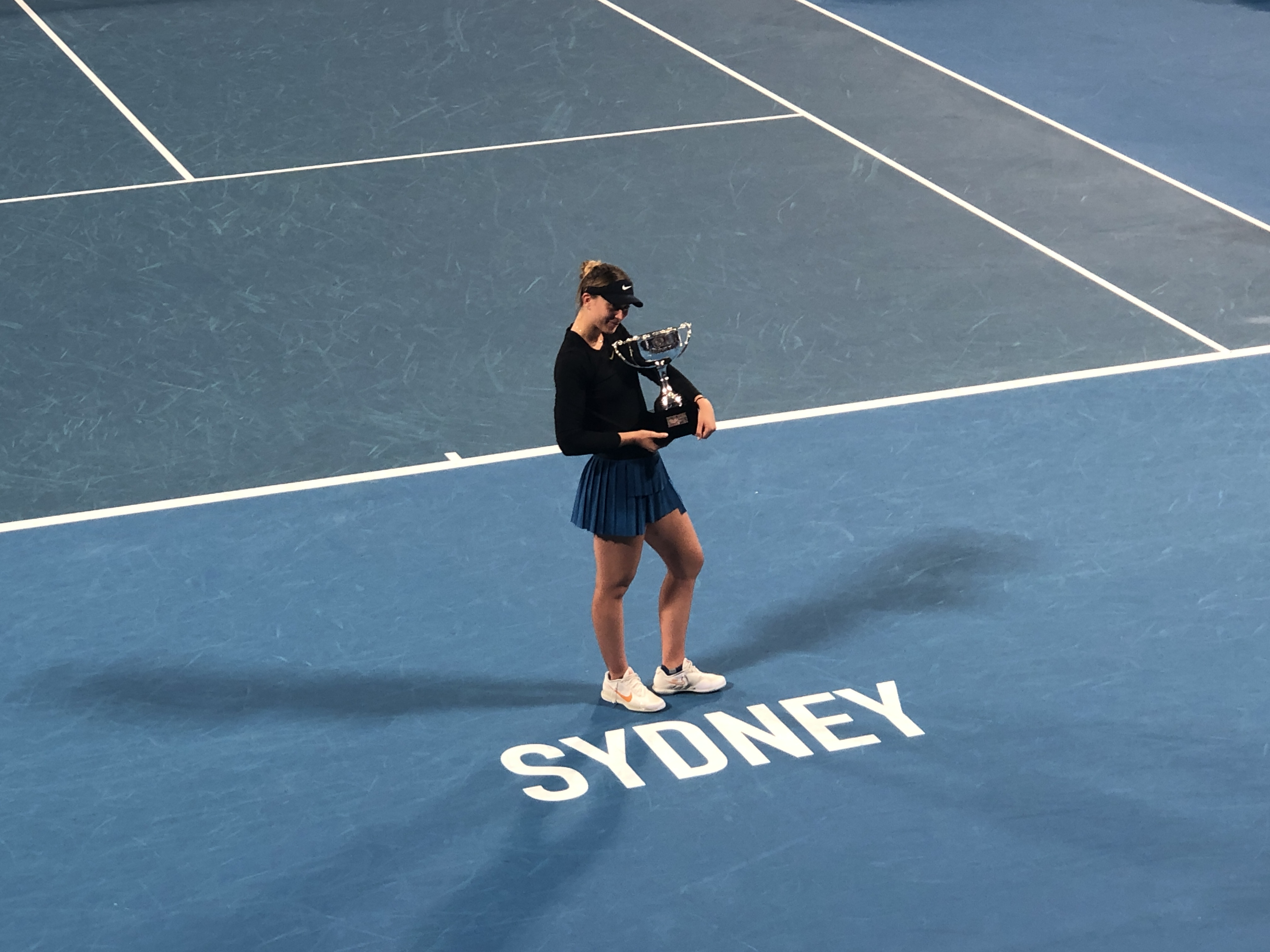
Nhà vô địch đơn nữ Paula Badosa.

- Paula Badosa đánh bại  Barbora Krejčíková 6–3, 4–6, 7–6(7–4)

### Đôi nam
- John Peers /  Filip Polášek đánh bại  Simone Bolelli /  Fabio Fognini, 7–5, 7–5

### Đôi nữ
- Anna Danilina /  Beatriz Haddad Maia đánh bại  Vivian Heisen /  Panna Udvardy 4–6, 7–5, [10–8]